# Білохолуницький роз'їзд
Білохолуни́цький роз'їзд (рос. Белохолуницкий разъезд) — селище у складі Слободського району Кіровської області, Росія. Входить до складу Ільїнського сільського поселення.
Населення становить 8 осіб (2010, 8 у 2002).
Національний склад станом на 2002 рік — росіяни 62 %, удмурти 38 %.